# Zhangzhuangpu (köpinghuvudort i Kina, Hubei Sheng, lat 29,89, long 111,93)
Zhangzhuangpu (kinesiska: Zhangzhuangpu Zhen, 章庄铺镇) är en köpinghuvudort i Kina. Den ligger i provinsen Hubei, i den centrala delen av landet, omkring 240 kilometer väster om provinshuvudstaden Wuhan. Antalet invånare är 57 236. Befolkningen består av 28 649 kvinnor och 28 587 män. Barn under 15 år utgör 12,0 %, vuxna 15-64 år 77 %, och äldre över 65 år 10,0 %.
Runt Zhangzhuangpu är det tätbefolkat, med 356 invånare per kvadratkilometer. Zhangzhuangpu är det största samhället i trakten. Trakten runt Zhangzhuangpu består till största delen av jordbruksmark.
Genomsnittlig årsnederbörd är 1 565 millimeter. Den regnigaste månaden är maj, med i genomsnitt 222 mm nederbörd, och den torraste är december, med 22 mm nederbörd.